# Административное деление Брунея
Бруней разделён на четыре округа (districts), называемых даера. Округ Тембуронг отделён территорией Малайзии от других округов и является, таким образом, полуэксклавом. Округа разделены на более мелкие районы, называемые муким.

## Округа
| № | Округ        | Административный центр | Площадь, км² | Население, (2010) чел. | Плотность, чел./км² |
| - | ------------ | ---------------------- | ------------ | ---------------------- | ------------------- |
| 1 | Белайт       | Куала Белайт           | 2 725        | 68 300                 | 25,06               |
| 2 | Бруней-Муара | Бандар-Сери-Бегаван    | 570          | 290 100                | 508,95              |
| 3 | Тембуронг    | Бангар                 | 1 166        | 10 200                 | 8,75                |
| 4 | Тутонг       | Пекан Тутонг           | 1 303        | 45 800                 | 35,15               |
|   | Всего        |                        | 5 764        | 414 400                | 71,89               |